# Beryl Bainbridge
Beryl Margaret Bainbridge (Liverpool, 21 novembre 1932 – Londra, 2 luglio 2010) è stata una scrittrice britannica.
Fu insignita del titolo di Dama di Commenda dell'Ordine dell'Impero Britannico. Vinse due volte il Premio Whitbread e fu candidata cinque volte al Man Booker Prize for Fiction, senza mai vincerlo.

## Biografia
Beryl Bainbridge passò i primi anni della sua vita a Formby, vicino a Liverpool. Già da piccola dimostrò la sua passione per la scrittura. A 14 anni venne espulsa dalla Merchant Taylors' Girls' School perché trovata in possesso di un bigliettino sconcio, scritto da un'altra ragazza.
Quell'estate (1947) si innamorò di un ex-prigioniero di guerra tedesco che era in attesa di essere rimpatriato. Nei sei anni successivi, intrattenne una fitta corrispondenza e cercò di ottenere i permessi per permettere al suo amato di tornare in Gran Bretagna e potersi sposare. La relazione però fini nel 1953, quando entrambi trovarono un nuovo amore.
Nel 1954, sposò l'artista Austin Davies. I due divorziarono dopo poco e la Bainbridge si trovò sola con due bambini. Successivamente, ebbe una terza figlia da Alan Sharp, l'attrice Rudi Davies. Nel 1958, tentò di suicidarsi mettendo la testa nel suo forno a gas in seguito a una delusione d'amore.
Per alcuni anni fece l'attrice, apparendo nel 1961 in un paio di episodi della soap opera Coronation Street. La Bainbridge iniziò così a scrivere per passare il tempo, basandosi spesso su quello che le successe durante l'infanzia. I suoi libri riscossero un buon successo di critica, ma non ebbero eguale successo fra i lettori.
Il suo primo racconto, Harriet Said..., risale a quegli anni, ma venne pubblicato solo nel 1972 perché rifiutato da vari editori. Verso la fine degli anni settanta, scrisse una sceneggiatura basata sul suo romanzo Sweet William. Il film, con protagonista Sam Waterston, uscì nelle sale nel 1979. Anche un altro romanzo, Un'avventura terribilmente complicata del 1989, divenne poi un film nel 1995, con Alan Rickman e Hugh Grant come protagonisti.
Negli anni novanta, la Bainbridge cominciò a scrivere romanzi storici che ebbero un buon successo sia di critica sia di vendite. Master Georgie, ambientato durante la guerra di Crimea e pubblicato nel 1998, vinse il James Tait Black Memorial Prize.
Sempre a partire dagli anni novanta, cominciò a lavorare come critica teatrale per il mensile The Oldie. Le sue recensioni difficilmente contengono giudizi negativi e sono normalmente pubblicate dopo la fine delle repliche.
È scomparsa nel 2010 all'età di 77 anni 
Mark Knopfler le ha dedicato una canzone contenuta nel suo album del 2015 Tracker, intitolata Beryl.

## Opere

### Romanzi
- 1967 - A Weekend with Claude
- 1968 - Another Part of the Wood
- 1972 - Harriet Said... (Harriet disse..., traduzione di Maria Luisa Cesa Bianchi, Mondadori, Milano, 1975; con il titolo Lo dice Harriet, traduzione dall'inglese di Massimo Bocchiola, Anabasi, Milano, 1993; poi Astoria, Milano, 2011)
- 1973 - The Dressmaker
- 1974 - The Bottle Factory Outing
- 1975 - Sweet William
- 1976 - A Quiet Life
- 1977 - Injury Time
- 1978 - Young Adolf
- 1979 - Another Part of the Wood (revised edition)
- 1980 - Winter Garden
- 1981 - A Weekend with Claude (revised edition)
- 1984 - Watson's Apology
- 1989 - An Awfully Big Adventure (Un'avventura terribilmente complicata, traduzione di Maria Teresa Marenco, Anabasi, Milano, 1995)
- 1991 - The Birthday Boys
- 1996 - Every Man for Himself (Ognuno per sé, traduzione di Alessandra Osti, Fazi, Roma, 1998)
- 1998 - Master Georgie (Master Georgie, traduzione di Neelam Srivastava, Fazi, Roma,  2000)
- 2001 - According to Queeney
- 2011 - The Girl in the Polka-dot Dress

### Racconti
- 1985 - Mum and Mr Armitage
- 1994 - Collected Stories

### Altre opere
- 1984 - English Journey
- 1987 - Forever England: North and South
- 1993 - Something Happened Yesterday